# Johnny Hallyday

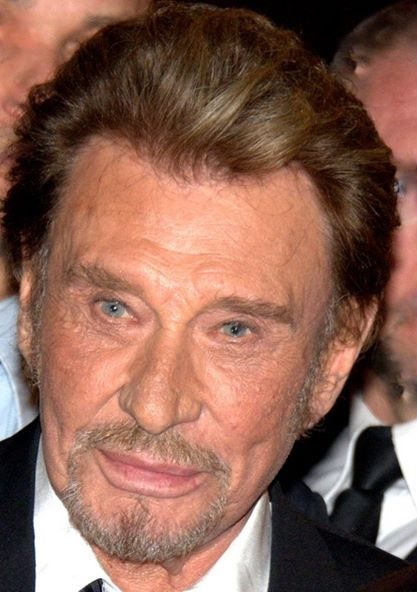
Johnny Hallyday (2014)

Johnny Hallyday (französische Aussprache: [d͡ʒɔni aliˈdɛ]; * 15. Juni 1943 als Jean-Philippe Léo Smet in Paris; † 5. Dezember 2017 in Marnes-la-Coquette) war ein französischer Sänger, Songwriter und Schauspieler.

## Herkunft und Anfänge
Jean-Philippe Smet war Sohn eines belgischen Schauspielers, Sängers und Tänzers. Der Vater verließ die Familie, als er acht Monate alt war. Er wuchs bei Desta Mar, der Schwester seiner Mutter, auf. Sie nahm ihn zusammen mit ihren Töchtern ab 1944 auf Tanztourneen mit. Desta Mar heiratete den US-amerikanischen Tänzer Lee Hallyday, dessen Familiennamen Smet später als Künstlernamen annahm.
In den 1960er Jahren wurde Johnny Hallyday mit in französischer Sprache gesungener Rockmusik bekannt. Er wurde vom Musikverleger Jacques Wolfsohn entdeckt und von der Plattenfirma Disques Vogue unter Vertrag genommen.

### Musikalische Karriere
Hallyday veröffentlichte am 14. März 1960 bei Vogue seine erste Single, T’aimer follement. Es folgten im selben Jahr Itsy bitsy, petit bikini, die französische Coverversion von Itsy Bitsy Teenie Weenie Yellow Polka Dot Bikini, und im November Le P’tit clown de ton coeur. 1961 wechselte er zur Plattenfirma Philips, die ihm größere finanzielle Möglichkeiten bot, und blieb dort (über die Nachfolgefirma Universal) bis 2006 unter Vertrag. Danach veröffentlichte er bei Warner und verfügte von nun an über mehr Rechte an seinen Liedern. Er verstand es von Anfang an, das nordamerikanische Lebensgefühl musikalisch ins Romanische zu übertragen. Er spielte den Vorzeigejungen am Strand der Côte d’Azur, der ein Mädchen sucht (Je cherche une fille), ebenso wie den Straßenjungen, der seine Macho-Haltung ins Sanfte wandelt, und galt lange als „Chamäleon des Popmusikgeschäfts“.

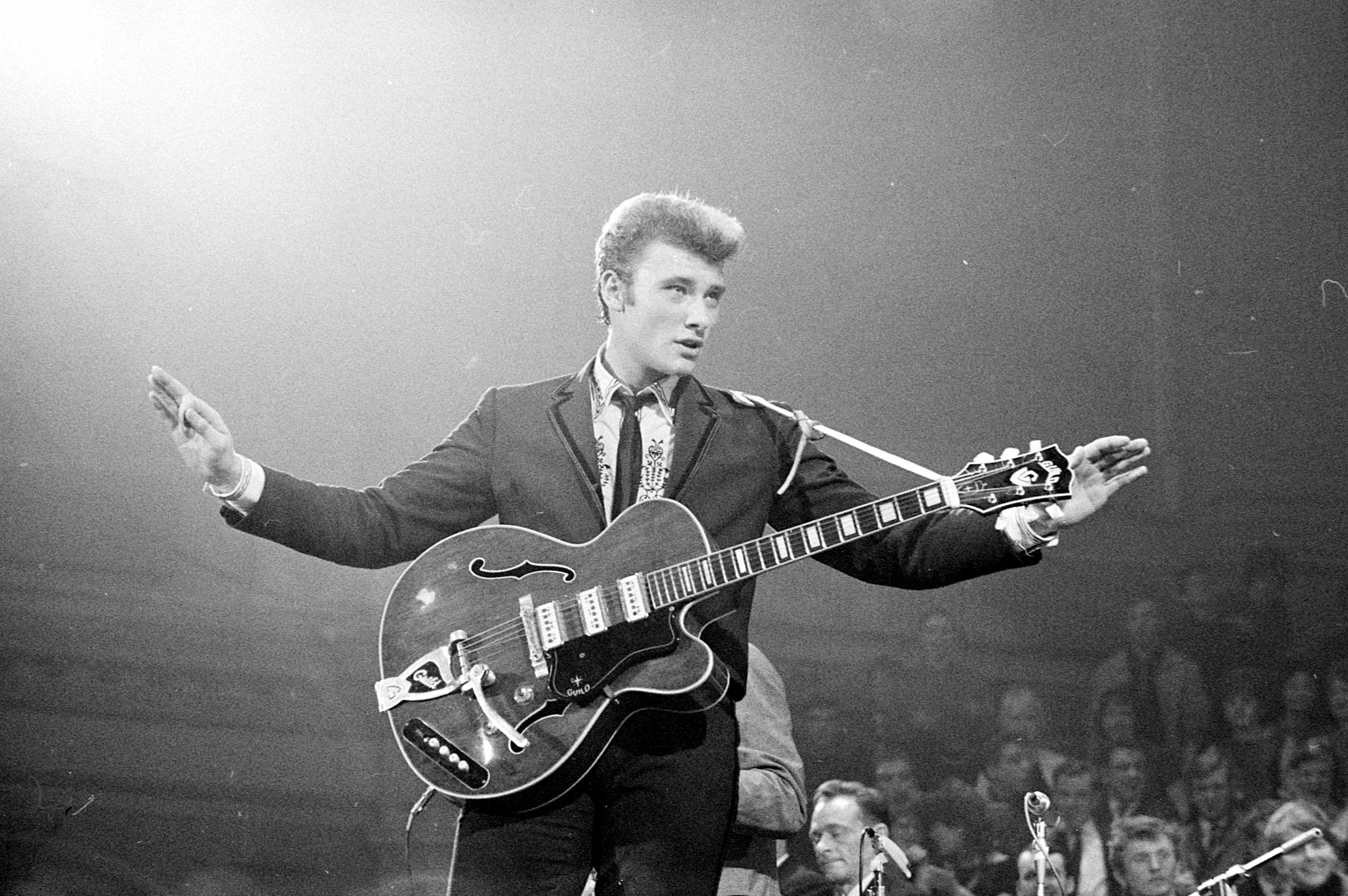
Johnny Hallyday, 1963

Hallyday unternahm einige Versuche, auch auf dem deutschen Plattenmarkt Fuß zu fassen (u. a. mit Ja, der Elefant im Jahr 1962, Mein Leben fängt erst richtig an 1964, Lass' die Leute doch reden 1966 und Das alte Haus in New Orleans 1967 zusammen mit Achim Reichel und den Rattles). Seinem ersten öffentlichen Auftritt in Deutschland in der Hamburger Musikhalle sah die Bild-Zeitung mit einer „gewissen Katastrophengeilheit“ (Der Spiegel) entgegen: „Was kommt da auf uns zu?“, fragte das Boulevardblatt. Nach einem Auftritt Hallydays auf der Place de la Nation 1963 in Paris randalierten 150.000 Personen, zerstörten Schaufenster, U-Bahnhöfe und Pkws und lieferten sich Straßenkämpfe mit der Polizei. Dieses Phänomen setzte sich bei Hallidays Konzerten im übrigen Land fort. Überwiegend jugendliche Fans aus der Arbeiterschaft versammelten sich um seine Konzerte und brachten ihre Unzufriedenheit über ihre gesellschaftliche Lage zum Ausdruck.

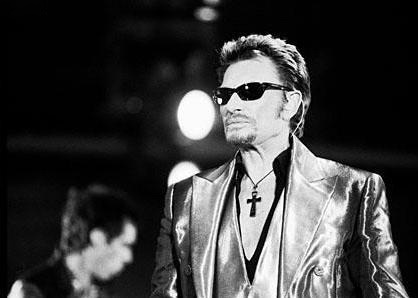
Johnny Hallyday (2003)

Mitte der 1960er Jahre nutzte Hallyday einen Streit mit dem französischen Folkloresänger Antoine zu einem seiner größten Hits: Cheveux longs et idées courtes („Lange Haare und kurzer Verstand“). Hallyday äußerte sich zu allgemeinen politischen Erscheinungen immer nur indirekt: „Ich bin einsam ([Je suis seul]) ist eine Aufforderung, in sich hineinzuhören und dem Gefühl dann Ausdruck zu geben. Ok, das ist eben Rock! ([that’s rock’n roll!])“ In Deutschland, wo er im badischen Offenburg seinen Militärdienst abgeleistet hatte, blieb er hinter den Erfolgen vergleichbarer Rocksänger zurück, auch wenn er aufgrund seiner Skandale und eingängigen Hits eine gewisse Popularität erlangte.
In seiner langen Karriere absolvierte er bis 2011 180 Tourneen mit 15 Millionen Zuschauern und verkaufte bis 2008 schätzungsweise 85 Millionen Schallplatten. „In Frankreich ist Hallyday unerreichbar“, äußerte sich Mick Jagger angesichts der fünf ausverkauften Konzerte im Stade de France 1998 mit insgesamt 450.000 verkauften Eintrittskarten. Hallydays größter Auftritt war das Gratiskonzert am 10. Juni 2000 unter dem Eiffelturm in Paris; circa 600.000 Zuschauer versammelten sich dort. Dieses Konzert wurde kurze Zeit später auch als CD und DVD unter dem Titel 100% Johnny — Live à la Tour Eiffel veröffentlicht. Noch 2014 und 2017 trat er zusammen mit zwei weiteren französischen Rock-Pop-Legenden, Eddy Mitchell und Jacques Dutronc, unter dem selbstironischen Titel Les Vieilles Canailles (Die alten Schurken) im Palais Omnisports und im Fernsehen auf; darüber veröffentlichten sie auch ein Album mit ihren jeweils größten Erfolgen.
Halliday veranstaltete auch kleinere Konzerte mit renommierten Studiomusikern aus aller Welt, etwa im Jahr 2003 im La Cigale in Paris. Über die Jahrzehnte realisierte und produzierte er immer wieder auch bei Kritikern vielbeachtete Konzeptalben (z. B. Hamlet 1976), die sich mit dem Lebensgefühl der älter werdenden Fangemeinde befassten. Er schrieb zahlreiche Chansons und wirkte an der Musik mehrerer Filme mit. Für den Videoclip seines Songs Casualty of Love engagierte er den Regisseur Bob Swaim, einen César-Preisträger.

### Sonstige Aktivitäten
Ab März 2005 gab Hallyday die dreimonatlich erscheinende Zeitschrift Limited Access heraus. Mit seinem Freund, dem Designer Christian Audigier, führte er bis 2011 das Modelabel Smet. 2011 stand er erstmals auf der Theaterbühne und spielte die Hauptrolle in der französischen Uraufführung von Tennessee Williams’ Stück Le paradis sur terre (Kingdom on Earth).

## Privatleben

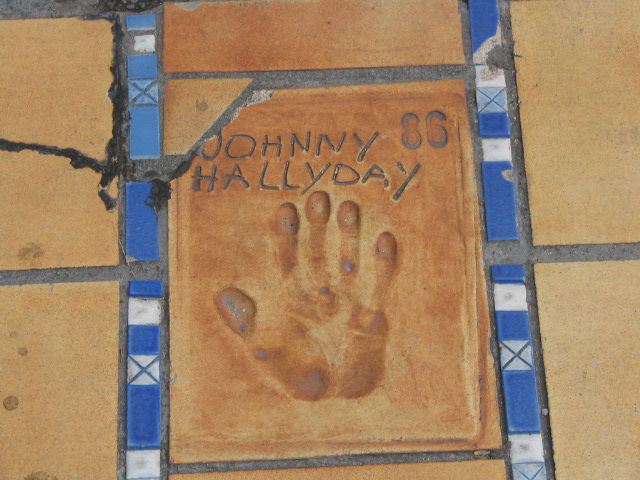
Handabdruck von Johnny Hallyday vor dem Palais des Festivals in Cannes

Am 12. April 1965 heiratete Hallyday die Sängerin Sylvie Vartan, mit der er einen Sohn hat, der unter dem Künstlernamen David Hallyday ebenfalls Sänger wurde. Am 4. November 1980 wurde die Ehe geschieden.
Am 1. Dezember 1981 heiratete Halliday das Model Babeth Etienne. Nach zwei Monaten und zwei Tagen wurde die Ehe geschieden.
Ab 1982 lebte Hallyday mit Nathalie Baye zusammen; 1983 kam ihre gemeinsame Tochter, Laura Smet, zur Welt, die wie ihre Mutter Schauspielerin wurde. Das Paar trennte sich 1986.
Von 1990 bis 1992 war Hallyday mit der Schauspielerin Adeline Blondieau verheiratet. 1994 heirateten sie nochmals, diesmal hielt ihre Ehe weniger als ein Jahr.
Seit 1996 war Hallyday mit der 1975 geborenen Laëticia Boudou verheiratet; 2004 und 2008 adoptierten sie zwei vietnamesische Mädchen.
Im Dezember 2006 zog Hallyday aus steuerlichen Gründen nach Gstaad in der Schweiz. Im selben Jahr wurde bekannt, dass er sich um die belgische Staatsbürgerschaft beworben hatte. Im Oktober 2007 zog er seinen Antrag zurück. 2009 begann er seine Abschiedstournee, die im November nach einer Bandscheibenoperation ein jähes Ende fand, als er sich nach Komplikationen mehrere Tage im künstlichen Koma befand. Danach musste Halliday das Sprechen und Singen von neuem lernen und stand erst wieder am 15. Juni 2010 zu seinem Geburtstag auf einer Bühne. 2010 wurde er wegen einer Darmkrebserkrankung operiert. Ab 2013 lebte Hallyday in Los Angeles.

## Tod und Trauerzug

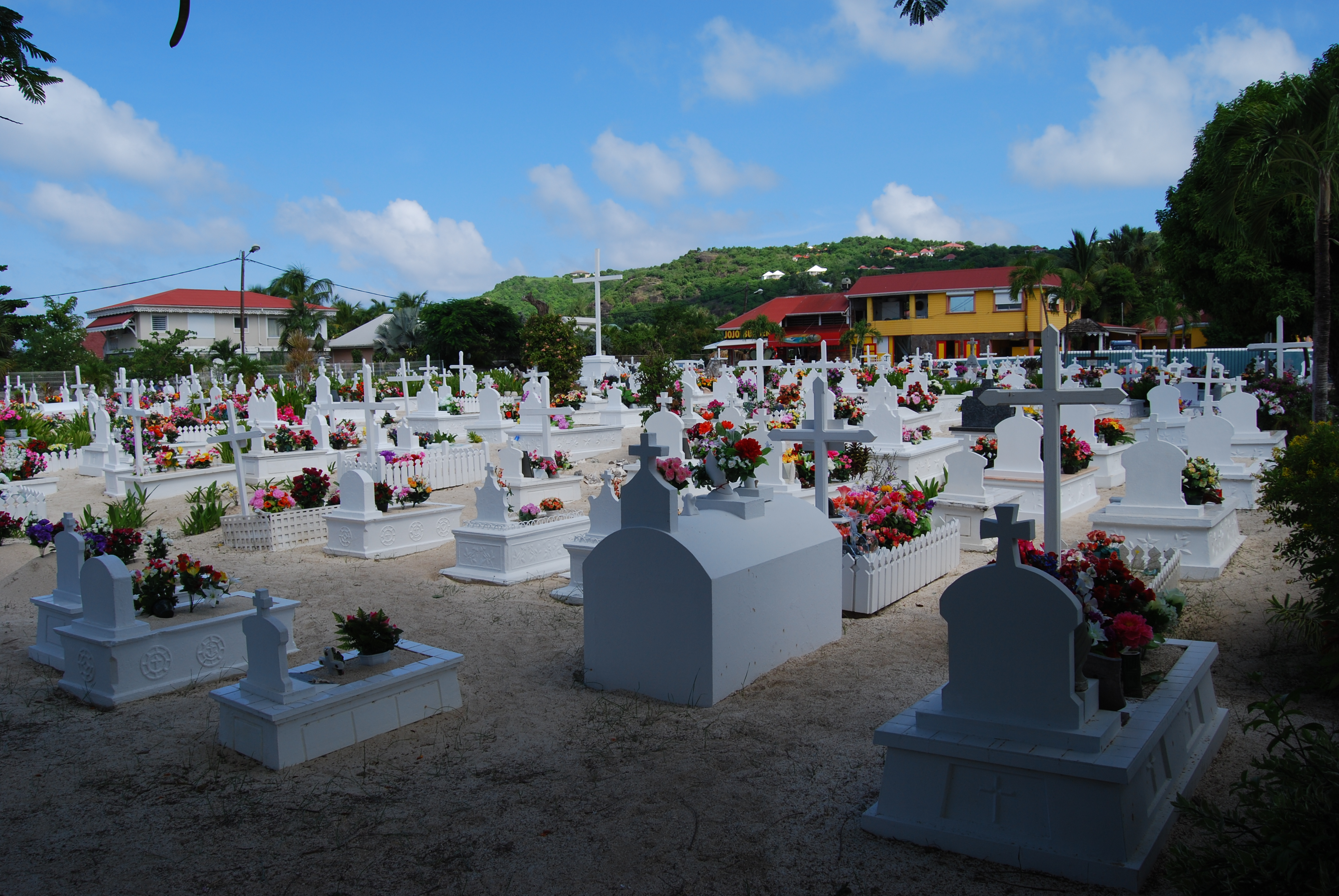
Friedhof der Église de Lorient auf Saint-Barthélemy, wo sich auch das Grab von Johnny Hallyday befindet

Im März 2017 teilte Hallyday mit, dass er an Lungenkrebs erkrankt sei. Im darauf folgenden Dezember erlag er im Alter von 74 Jahren den Folgen dieser Krankheit.
Frankreichs Präsident Emmanuel Macron ordnete einen Trauerzug vom Triumphbogen über die Champs-Elysées zur Kirche La Madeleine an. Die Polizei schätzt, dass bis zu einer Million Menschen den Weg säumten.
Hallyday wurde auf der französischen Karibikinsel Saint-Barthélemy auf dem Friedhof der katholischen Église de Lorient beigesetzt. Auf der Insel, die zu den Kleinen Antillen gehört, besaß er eine Villa.

## Ehrungen
- 1985 Médaille de la Ville de Paris
- 1995 Ritter des Ordre des Arts et des Lettres
- 1997 Ritter der Ehrenlegion
- 2001 Offizier des Ordre de la Couronne
- 15. Juni 2019 wurde die „Esplanade Johnny Hallyday“ in Toulouse (Département Haute-Garonne) ihm zu Ehren benannt

## Diskografie
Studioalben

| Jahr                        | Titel Musiklabel                                            | Höchstplatzierung, Gesamtwochen, AuszeichnungChartplatzierungen (Jahr, Titel, Musiklabel, Platzierungen, Wochen, Auszeichnungen, Anmerkungen) | Höchstplatzierung, Gesamtwochen, AuszeichnungChartplatzierungen (Jahr, Titel, Musiklabel, Platzierungen, Wochen, Auszeichnungen, Anmerkungen) | Höchstplatzierung, Gesamtwochen, AuszeichnungChartplatzierungen (Jahr, Titel, Musiklabel, Platzierungen, Wochen, Auszeichnungen, Anmerkungen) | Anmerkungen                                                           |
| Jahr                        | Titel Musiklabel                                            | FR | BEW | CH | Anmerkungen                                                           |
| --------------------------- | ----------------------------------------------------------- | --- | --- | --- | --------------------------------------------------------------------- |
| 1960                        | Hello Johnny Disques Vogue                                  | FR58 a (2 Wo.)FR | — | — | Erstveröffentlichung: 31. Oktober 1960                                |
| 1961                        | Nous les gars, nous les filles Disques Vogue                | — | — | — | Erstveröffentlichung: Januar 1961                                     |
| 1961                        | Tête à tête avec Johnny Hallyday Disques Vogue              | FR64 a (2 Wo.)FR | — | — | Erstveröffentlichung: 1961                                            |
| 1961                        | Viens danser le twist Philips                               | FR28 a (4 Wo.)FR | BEW184 b (1 Wo.)BEW | — | Erstveröffentlichung: 20. September 1961                              |
| 1961                        | Salut les copains Philips                                   | FR56 c (1 Wo.)FR | — | — | Erstveröffentlichung: 1961                                            |
| 1962                        | Retiens la nuit auch bekannt als N°2 Philips                | FR39 c Platin · (3 Wo.)FR | BEW198 b (1 Wo.)BEW | — | Erstveröffentlichung: 2. Februar 1962                                 |
| 1962                        | Sings America’s Rockin’ Hits Philips                        | FR30 c (3 Wo.)FR | — | — | Erstveröffentlichung: 1962                                            |
| 1962                        | Madison Twist auch bekannt als N°3 Philips                  | FR40 a (2 Wo.)FR | BEW152 b (1 Wo.)BEW | — | Erstveröffentlichung: 1962                                            |
| 1963                        | L’idole des jeunes auch bekannt als N°4 Philips             | FR48 a Platin · (9 Wo.)FR | BEW171 b (1 Wo.)BEW | — | Erstveröffentlichung: 9. April 1963                                   |
| 1963                        | Da dou ron ron auch bekannt als N°5 Philips                 | FR56 a (2 Wo.)FR | — | — | Erstveröffentlichung: 29. Juni 1963                                   |
| 1963                        | Les bras en croix auch bekannt als N°4 Philips              | FR45 c (1 Wo.)FR | — | — |                                                                       |
| 1964                        | Les guitares jouent auch bekannt als N°6 Philips            | — | — | — | Erstveröffentlichung: 27. Februar 1964                                |
| 1964                        | Les rocks les plus terribles Philips                        | FR31 c (1 Wo.)FR | — | — | Erstveröffentlichung: 10. Juli 1964                                   |
| 1964                        | Le pénitencier auch bekannt als N°7 Philips                 | FR80 e Platin · (1 Wo.)FR | BEW197 (1 Wo.)BEW | — | Erstveröffentlichung: 1964 Charteinstieg BEW: 2019                    |
| 1965                        | Johnny chante Hallyday Philips                              | FR13 c (3 Wo.)FR | — | — | Erstveröffentlichung: 1965                                            |
| 1965                        | Hallelujah auch bekannt als N°8 Philips                     | FR39 c (1 Wo.)FR | — | — | Erstveröffentlichung: 1965                                            |
| 1966                        | La génération perdue Philips                                | FR18 c Gold · (5 Wo.)FR | BEW19 (14 Wo.)BEW | CH97 (1 Wo.)CH | Erstveröffentlichung: 21. Oktober 1966 Charteinstieg BEW und CH: 2016 |
| 1967                        | Johnny 67 Philips                                           | FR28 c (4 Wo.)FR | BEW46 b (5 Wo.)BEW | — | Erstveröffentlichung: 2. Juli 1967                                    |
| 1968                        | Jeune homme Philips                                         | FR70 c (1 Wo.)FR | — | — | Erstveröffentlichung: 24. Juni 1968                                   |
| 1969                        | Rivière … ouvre ton lit Philips                             | FR45 c (1 Wo.)FR | BEW10 (9 Wo.)BEW | CH95 (1 Wo.)CH | Erstveröffentlichung: 5. Mai 1969 Charteinstieg BEW und CH: 2020      |
| 1970                        | Vie Philips                                                 | FR42 c (1 Wo.)FR | — | — | Erstveröffentlichung: 6. November 1970                                |
| 1971                        | Flagrant délit Philips                                      | — | — | — | Erstveröffentlichung: Juni 1971                                       |
| 1972                        | Country, Folk, Rock Philips                                 | — | BEW25 f (… Wo.)BEW | — | Erstveröffentlichung: 1972                                            |
| 1973                        | Insolitudes Philips                                         | FR36 c Gold · (1 Wo.)FR | — | — | Erstveröffentlichung: 23. April 1973                                  |
| 1974                        | Je t’aime, je t’aime, je t’aime Philips                     | FR36 c (3 Wo.)FR | — | — | Erstveröffentlichung: 29. Mai 1974                                    |
| 1974                        | Rock ’n’ Slow Philips                                       | FR— GoldFR | — | — | Erstveröffentlichung: 1974                                            |
| 1975                        | Rock à Memphis Philips                                      | FR34 c (3 Wo.)FR | — | — | Erstveröffentlichung: 23. Mai 1975                                    |
| 1975                        | La terre promise Philips                                    | FR47 c (2 Wo.)FR | — | — | Erstveröffentlichung: 19. September 1975                              |
| 1976                        | Derrière l’amour Philips                                    | FR32 c Platin + Gold (Re-Release) · (5 Wo.)FR                                                                                                 | BEW55 (5 Wo.)BEW | — | Erstveröffentlichung: 21. Juni 1976 Charteinstieg BEW: 2016           |
| 1976                        | Hamlet Philips                                              | FR33 c Gold · (2 Wo.)FR | — | — | Erstveröffentlichung: 6. September 1976                               |
| 1977                        | C’est la vie Philips                                        | FR38 c Platin · (1 Wo.)FR | — | — | Erstveröffentlichung: 17. Oktober 1977                                |
| 1978                        | Solitudes à deux Philips                                    | FR— PlatinFR | — | — | Erstveröffentlichung: 1978                                            |
| 1979                        | Hollywood Philips                                           | FR29 c Gold · (4 Wo.)FR | — | — | Erstveröffentlichung: 29. Januar 1979                                 |
| 1980                        | À partir de maintenant Philips                              | FR51 c Gold · (1 Wo.)FR | — | — | Erstveröffentlichung: 23. Juni 1980                                   |
| 1981                        | En pièces dètachées Philips                                 | FR41 c Gold · (1 Wo.)FR | — | — | Erstveröffentlichung: 30. Januar 1981                                 |
| 1981                        | Pas facile Philips                                          | FR25 c (1 Wo.)FR | — | — | Erstveröffentlichung: 21. September 1981                              |
| 1982                        | Quelque part un aigle Philips                               | FR— GoldFR | — | — | Erstveröffentlichung: 1982                                            |
| 1982                        | La peur Philips                                             | FR26 c Platin · (1 Wo.)FR | — | — | Erstveröffentlichung: 10. September 1982                              |
| 1983                        | Entre violence et violon Philips                            | FR55 c Gold · (1 Wo.)FR | — | — | Erstveröffentlichung: 9. September 1983                               |
| 1984                        | Hallyday 84 (Spécial Enfants Du Rock) Philips               | FR43 c Gold · (1 Wo.)FR | — | — | Erstveröffentlichung: 24. Februar 1984                                |
| 1984                        | En V.O. Philips                                             | FR56 c (1 Wo.)FR | — | — | Erstveröffentlichung: März 1984                                       |
| 1985                        | Rock’n’Roll Attitude Philips                                | FR66 Platin + Platin (Re-Release) · (3 Wo.)FR                                                                                                 | — | — | Charteinstieg FR: 2015                                                |
| 1986                        | Gang Philips                                                | FR— ×2DoppelplatinFR | BEW54 d (6 Wo.)BEW | — | Erstveröffentlichung: 5. Dezember 1986                                |
| 1989                        | Cadillac Philips                                            | FR50 c ×2Doppelplatin · (1 Wo.)FR | — | — | Erstveröffentlichung: 1989                                            |
| 1991                        | Ça ne change pas un homme Philips                           | FR40 c (1 Wo.)FR | — | — | Erstveröffentlichung: 9. Dezember 1991                                |
| 1994                        | Rough Town Philips                                          | FR— GoldFR | — | — | Erstveröffentlichung: 4. Oktober 1994 komplett in Englisch gesungen   |
| 1995                        | Lorada Mercury Records / Philips (UMG)                      | FR39 ×2Doppelplatin · (3 Wo.)FR | BEW3 Gold · (29 Wo.)BEW | — | Erstveröffentlichung: 26. Juni 1995                                   |
| 1996                        | Destination Vegas Mercury Records / Philips (UMG)           | FR4 (8 Wo.)FR | BEW16 (6 Wo.)BEW | — | Erstveröffentlichung: 9. Dezember 1996                                |
| 1998                        | Ce que je sais Mercury Records / Philips (UMG)              | FR2 ×2Doppelplatin · (46 Wo.)FR | BEW2 Gold · (30 Wo.)BEW | CH38 Gold · (3 Wo.)CH | Erstveröffentlichung: 23. Januar 1998                                 |
| 1999                        | Sang pour sang Mercury Records (UMG)                        | FR1 Diamant · (100 Wo.)FR | BEW1 Platin · (55 Wo.)BEW | CH47 Platin · (19 Wo.)CH | Erstveröffentlichung: 10. September 1999                              |
| 2002                        | À la vie, à la mort Mercury Records (UMG)                   | FR1 Diamant · (58 Wo.)FR | BEW1 Platin · (22 Wo.)BEW | CH2 Platin · (25 Wo.)CH | Erstveröffentlichung: 1. November 2002                                |
| 2005                        | Ma vérité Mercury Records (UMG)                             | FR1 Diamant · (53 Wo.)FR | BEW1 Platin · (39 Wo.)BEW | CH5 Gold · (15 Wo.)CH | Erstveröffentlichung: 7. November 2005                                |
| 2007                        | Le cœur d’un homme Warner Music (WMG)                       | FR1 ×2Doppelplatin · (67 Wo.)FR | BEW1 Gold · (23 Wo.)BEW | CH4 Gold · (13 Wo.)CH | Erstveröffentlichung: 12. November 2007                               |
| 2008                        | Ça ne finira jamais Warner Music (WMG)                      | FR1 ×2Doppelplatin · (64 Wo.)FR | BEW1 Gold · (34 Wo.)BEW | CH4 Platin · (12 Wo.)CH | Erstveröffentlichung: 27. Oktober 2008                                |
| 2011                        | Jamais seul Warner Music (WMG)                              | FR1 ×3Dreifachplatin · (32 Wo.)FR | BEW1 Gold · (26 Wo.)BEW | CH3 Gold · (8 Wo.)CH | Erstveröffentlichung: 28. März 2011                                   |
| 2012                        | L’attente Warner Music (WMG)                                | FR1 Diamant · (46 Wo.)FR | BEW1 Gold · (42 Wo.)BEW | CH4 Gold · (16 Wo.)CH | Erstveröffentlichung: 12. November 2012                               |
| 2014                        | Rester vivant Warner Music (WMG)                            | FR1 Diamant · (51 Wo.)FR | BEW1 Gold · (52 Wo.)BEW | CH5 Gold · (15 Wo.)CH | Erstveröffentlichung: 17. November 2014                               |
| 2015                        | De l’amour Warner Music (WMG)                               | FR1 ×3Dreifachplatin · (39 Wo.)FR | BEW1 Gold · (52 Wo.)BEW | CH4 Gold · (14 Wo.)CH | Erstveröffentlichung: 13. November 2015                               |
| Posthume Veröffentlichungen |                                                             | | | |                                                                       |
|                             |                                                             | | | |                                                                       |
| 2018                        | Mon pays c’est l’amour Warner Music (WMG)                   | FR1 ×3Dreifachdiamant · (75 Wo.)FR | BEW1 Platin · (73 Wo.)BEW | CH1 (19 Wo.)CH | Erstveröffentlichung: 19. Oktober 2018                                |
| 2019                        | Johnny Label Panthéon (UMG)                                 | FR1 Diamant · (97 Wo.)FR | BEW1 Gold · (52 Wo.)BEW | CH2 (12 Wo.)CH | Erstveröffentlichung: 25. Oktober 2019                                |
| 2021                        | Johnny acte II – L’histoire continue … Label Panthéon (UMG) | FR1 Platin · (48 Wo.)FR | BEW1 (22 Wo.)BEW | CH12 (5 Wo.)CH | Erstveröffentlichung: 1. Mai 2021                                     |

grau schraffiert: keine Chartdaten aus diesem Jahr verfügbar

## Filmografie (Auswahl)
- 1955: Die Teuflischen (Les Diaboliques)
- 1963: Wo kommst Du her, Johnny? (D’où viens-tu Johnny?)
- 1967: À tout casser
- 1969: Fahrt zur Hölle, ihr Halunken (Gli specialisti)
- 1970: Zwei im Visier (Point de chute) – Regie: Robert Hossein
- 1972: Die Entführer lassen grüßen (L’Aventure, c’est l’aventure)
- 1977: Ein irrer Typ (L’Animal)
- 1984: Détective
- 1986: Ehrbare Ganoven (Conseil de famille)
- 1987: Terminus – Regie: Pierre-William Glenn
- 1989: Das Eiserne Dreieck (Iron Triangle)
- 2002: Das zweite Leben des Monsieur Manesquier (L’Homme du train)
- 2003: Crime Spree – Ein gefährlicher Auftrag (Crime Spree)
- 2004: Die purpurnen Flüsse 2 – Die Engel der Apokalypse (Les Rivières pourpres II – Les anges de l’apocalypse)
- 2005: Quartier V.I.P.
- 2005: Kommissar Moulin (Commissaire Moulin; Fernsehserie, 1 Folge)
- 2006: Jean-Philippe
- 2009: Der rosarote Panther 2 (The Pink Panther 2)
- 2009: Vengeance
- 2017: Rock’n Roll